# Файли Дрездена
«Файли Дрездена» (англ. Dresden Files) — це серія сучасних фентезійних і таємничих романів, написаних американським письменником Джимом Бучером. Перший роман «Штормовий фронт» (англ. Storm Front)&nbsp, який також був письменницьким дебютом Бучера, був опублікований у 2000 році видавництвом Roc Books.
Книги написані як розповідь від першої особи з точки зору приватного детектива та чарівника Гаррі Дрездена, який розповідає про розслідування надприродних хвилювань у сучасному Чикаго. Початкова назва Бучера для першого роману була Semiautomagic.
Станом на 2023 рік Бучер написав 17 романів у всесвіті «Файли Дрездена», а також низку оповідань (деякі з яких зібрано в антології Side Jobs і Brief Cases, інші залишаються на його веб-сайті). Серія також була випущена у форматі аудіокниги з читанням Джеймса Марстерса. Інші твори, дія яких відбувається в тому ж вигаданому всесвіті, включають графічні романи (кілька нових історій на додаток до екранізацій перших двох романів) і рольову гру «Файли Дрездена». У 2007 році на американському каналі Sci-Fi Channel транслювався один сезон телесеріалу за романами.

У серії планується 23-24 книжки: 20-21 книга справ приватного детектива та чарівника Гаррі Дрездена, увінчані великою апокаліптичною трилогією - про це вказано на офіційному сайті.

## Історія публікацій
Джим Бучер вирішив стати професійним письменником у віці 19 років. Він написав три романи в жанрі фентезі, один з яких він класифікував як паранормальні явища. Далі він назвав усі три книги «жахливими». У 1996 році він записався на письменницький курс, де його заохотили написати роман, схожий на серію «Аніта Блейк: Мисливець на вампірів» Лорелла К. Гамільтона, а не більш традиційне фентезі, на якому він зосереджувався в минулому, оскільки сам Бучер раніше заявляв, що йому подобається серіал Аніти Блейк.  Незважаючи на початковий опір, він написав першу книгу того семестру, чітко дотримуючись вказівок свого ментора - письменниці Дебори Честер. Результатом стала Semiautomagic, яка пізніше буде перейменована в «Штормовий фронт» (англ. Storm Front). Його ментор  оголосив, що її вже можна опублікувати, і Бучер почав шукати видавця, щоб це зробити. Бутеру не вдалося знайти видавця протягом двох-трьох років. У цей період він завершив свій другий роман серії - «Дурний Місяць»   (англ. Fool Moon) і досяг значного прогресу над третім, «Могильна небезпека»   (англ. Grave Peril). Вирішивши зосередитися на агентах і редакторах, які вже опублікували подібні романи, Бучер надіслав копію свого рукопису Ріції Мейнхардт, агентці, яка представляла Лорел Гемілтон. Це не було прийнято. Нарешті Бучер познайомився з Гемілтон на з'їзді і був запрошений на обід разом з Мейнхардт і другим агентом, Дженніфер Джексон. Мейнхардт погодився представляти його інтереси, і через шість місяців «Файли Дрездена» було продано видавництву ROC, підрозділу  Penguin Books.
Перший том, «Штормовий фронт» (англ. Storm Front), був випущений у 2000 році в м'якій палітурці; наступні два романи серії,  «Дурний Місяць»   (англ. Fool Moon) і «Могильна небезпека»   (англ. Grave Peril), вийшли незабаром після цього, у січні та вересні 2001 року, також у м'якій палітурці. Подальші романи серії публікувалися майже щорічно з того часу до роману  «Нечесна гра»  (англ. Skin Game), опублікованого в травні 2014 року, з подальшою шестирічною перервою до виходу «Мирні перемовини»  (англ. Peace Talks). Книжковий клуб наукової фантастики (Science Fiction Book Club) випустив омнібусні видання, у кожному з чотирьох томів передруковано два-три романи цієї серії.
Перші шість романів серії спочатку були опубліковані лише в м'якій обкладинці, але в 2007 році ROC змінила свою стратегію і почала публікувати перевидання книг з першої по шосту в твердій палітурці. Шостий том, «Криваві обряди» англ. Blood Rites, був випущений у липні 2007 року. Кожен із сьомого по п'ятнадцятий томи спочатку був опублікований у твердій обкладинці, а потім випущений у м'якій палітурці через кілька місяців. Шістнадцятий і сімнадцятий томи («Мирні перемовини»  (англ. Peace Talks) та «Поле битви» (англ. Battle Ground) ) були випущені одночасно в обох форматах у відповідні свої дати продажу.
Усі 17 томів серії «Файли Дрездена» разом із супутніми антологіями коротких оповідань Side Jobs і Brief Cases були випущені як аудіокниги. Спочатку всі, крім «Історії привидів», були оповідані Джеймсом Марстерсом. Згідно з повідомленням на веб-сайті Джима Бучера 27 червня 2011 року, він повідомив, що «через конфлікти розкладу» Марстерс не зможе озвучити роман «Примарна історія» (англ. Ghost Story); натомість це виконав Джон Гловер.. Джеймс Марстерс повернувся, щоб прочитати аудіокнигу  «Холодні дні» (англ. Cold Days).  У квітні 2015 року вийшла перезаписана версія аудіокниги «Примарна історія», яку читав Марстерс.
«Нечесна гра»  (англ. Skin Game), 15-та частина серії, стала фіналістом Премії Г'юго за найкращий роман. Книга посіла п'яте місце в підсумковому підрахунку голосів.
Хоча на обкладинці кожної книги Дрезден зображений у капелюсі, у самих романах він майже ніколи не зображується. Це стало жартом між автором, видавцем і художником.  У романі «Зміни» (англ. Changes), коли його хрещена мати намагається надіти на нього броньований шолом, він прямо каже: «Я не ношу капелюхів».

##### Романи
1. «Штормовий фронт» (англ. Storm Front) (2000)
2. «Дурний Місяць» (англ. Fool Moon) (2001)
3. «Могильна небезпека» (англ. Grave Peril) (2001)
4. «Літній лицар» (англ. Summer Knight) (2002)
5. «Маски смерті» (англ. Death Masks) (2003)
6. «Криваві обряди» (англ. Blood Rites) (2004)
7. «Мертвий удар» (англ. Dead Beat) (2005)
8. «Доведена провина» (англ. Proven Guilty) (2006)
9. «Біла ніч» (англ. White Night) (2007)
10. «Маленька послуга» (англ. Small Favor (2008)
11. «Зрадник» (англ. Turn Coat) (2009)
12. «Зміни» (англ. Changes) (2010)
13. «Примарна історія» (англ. Ghost Story) (2011)
14. «Холодні дні» (англ. Cold Days) (2012)
15. «Нечесна гра»  (англ. Skin Game) (2014)
16. «Мирні перемовини» (англ. Peace Talks) (2020)
17. «Поле битви» (англ. Battle Ground) (2020)
18. Twelve Months - у процесі написання[11]
19. Mirror Mirror - у процесі написання [11]

##### Короткі оповідання в серії «Файли Дрездена»
1. Side Jobs (2010) - книга коротких оповідань[12]
2. Brief Cases (2018) - книга коротких оповідань[12]

## Короткий опис сюжету
У світі «Файлів Дрездена» магія справжня — з вампірами, демонами, духами, феями, перевертнями тощо. Крім того, значні частини земної кулі (наприклад, більша частина Центральної та Південної Америки) в основному знаходяться під контролем надприродних угруповань. Цим надприродним монстрам слабо протистоїть Біла Рада (англ. White Council), організація людських чарівників, яка володіє значною економічною владою у світі, а також своїм становищем у надприродному царстві. Кожен вид у серії (люди, феї, вампіри тощо) має власні політичні та суспільні правила та організації, діючи як ще одна протидія один одному та підтримуючи баланс. Люди-чарівники залежать від Білої ради, тоді як феї здебільшого належать до одного з двох дворів фей або взагалі не належать до жодного (Wyldfae). Вампіри переважно належать до будь-якого з чотирьох вампірських дворів. З'являються інші нелюдські істоти з різних міфологій.
Гаррі Дрезден — єдиний чарівник в Сполучених Штатах, живе в Чикаго та розслідує надприродні випадки від імені як людей, так і нелюдей. Він також є цивільним консультантом у відділі спеціальних розслідувань департаменту поліції Чикаго, і його іноді закликають висловити свою думку щодо випадків, які, здається, мають магічний елемент. По ходу серії Дрезден відіграє все більш важливу роль у надприродному світі загалом, оскільки він працює, щоб захистити широку громадськість. Він опиняється проти все більшого розмаїття істот (включно з іншими чарівниками), водночас стикаючись із усвідомленням того, що всі його різні справи можуть бути пов’язані воєдино за лаштунками, і що його роль може бути навіть більшою, ніж він хоче визнати.

## Головні герої
- Гаррі Блекстоун Копперфілд Дрезден — детектив і чарівник. Він працює самозайнятим приватним детективом надприродного в Чикаго, займається паранормальними злочинами та консультує Департамент поліції Чикаго.
- Боб — «дух інтелекту», який мешкає в черепі, який найчастіше стоїть на полиці в секретній лабораторії Гаррі Дрездена. Він прив'язаний до черепа і команд його власника. Він може вільно залишити череп, якщо його власник дасть дозвіл, але він помре, якщо зазнає впливу значного сонячного світла без тіла господаря. Його звичайна посудина — кіт Гаррі, Містер, який, здається, не заперечує над присутністю Боба.
- Каррін Мерфі — офіцер поліції Чикаго, яка очолює відділ спеціальних розслідувань (англ. Special Investigations - SI), займаючись справами, у яких замішано щось незрозуміле або надприродне.